# Niantic (przedsiębiorstwo)
Niantic, Inc. (w latach 2010–2015 Niantic Labs) – amerykańskie przedsiębiorstwo tworzące oprogramowanie z siedzibą w San Francisco. Studio wzięło swoją nazwę od statku wielorybniczego Niantic, który przybył do San Francisco podczas gorączki złota w Kalifornii w XIX wieku. Posiada biura w San Francisco, Bellevue, Los Angeles, Sunnyvale, Hongkongu, Tokio i Londynie.

## Historia
Przedsiębiorstwo zostało założone przez Johna Hanke’a w 2010 roku jako wewnętrzny startup Google’a. W 2012 roku wydali swój pierwszy produkt o nazwie Field Trip. Była to aplikacja mobilna oparta na lokalizacji, która działała jako „przewodnik po fajnych, ukrytych i wyjątkowych rzeczach w otaczającym cię świecie”.
W listopadzie 2012 wydano pierwszą wersję gry Ingress, która była dostępna na zaproszenie. Publiczna wersja została udostępniona na system operacyjny Android w październiku 2013. Wersja na iOS została wydana w 2014 roku. We wrześniu 2015 studio ogłosiło, że wspólnie z Nintendo i The Pokémon Company pracuje nad wydaniem gry Pokémon Go na systemy Android i iOS.
Przedsiębiorstwo uniezależniło się od Google w październiku 2015 wkrótce po ogłoszeniu przez Google swojej restrukturyzacji jako Alphabet.
W lipcu 2016 zostało wydane Pokémon Go, początkowo w Stanach Zjednoczonych, Australii i Nowej Zelandii, poszerzając niedługo dostępność o kolejne kraje, stając się globalnym sukcesem. Oprócz najlepszych wyników w sklepie z aplikacjami w większości regionów, Apple Inc. ogłosiło, że Pokémon Go stało się najczęściej pobieraną aplikacją w pierwszym tygodniu w historii, przebijając Super Mario Run pod koniec roku.
W listopadzie 2017 Niantic pozyskał 200 mln USD finansowania Serii B od wielu inwestorów, kierowanych przez Spark Capital. Rozpoczęli również prace nad Harry Potter: Wizards Unite przy współpracy z Warner Bros. Interactive Entertainment oraz WB Games San Francisco pod szyldem Portkey Games. Gra została wydana w Nowej Zelandii jako otwarta beta 16 kwietnia 2019. 21 czerwca 2019 odbyła się oficjalna premiera w Stanach Zjednoczonych i Wielkiej Brytanii, a dzień później w pozostałych krajach.
W maju 2023 przedsiębiorstwo wydało kolejną grę, zatytułowaną Peridot. Rozgrywka polega na opiekowaniu się stworzonkiem nazywanym Dotem, które wykluwa się z kamienia. Gracz może bawić się z nim za pomocą rozszerzonej rzeczywistości i kamery w telefonie. Oprócz tego musi je karmić i opiekować się nim w podobny sposób, jak miało to miejsce w Tamagotchi. Każde stworzonko jest unikalne: posiada inny zestaw genów. Stworzenia mogą się ze sobą krzyżować, tworząc nowe doty przejmujące cechy swoich rodziców. Łącznie istnieje 2,3 x 10^24 kombinacji różnych stworzeń.